# مجيلة تعنيت

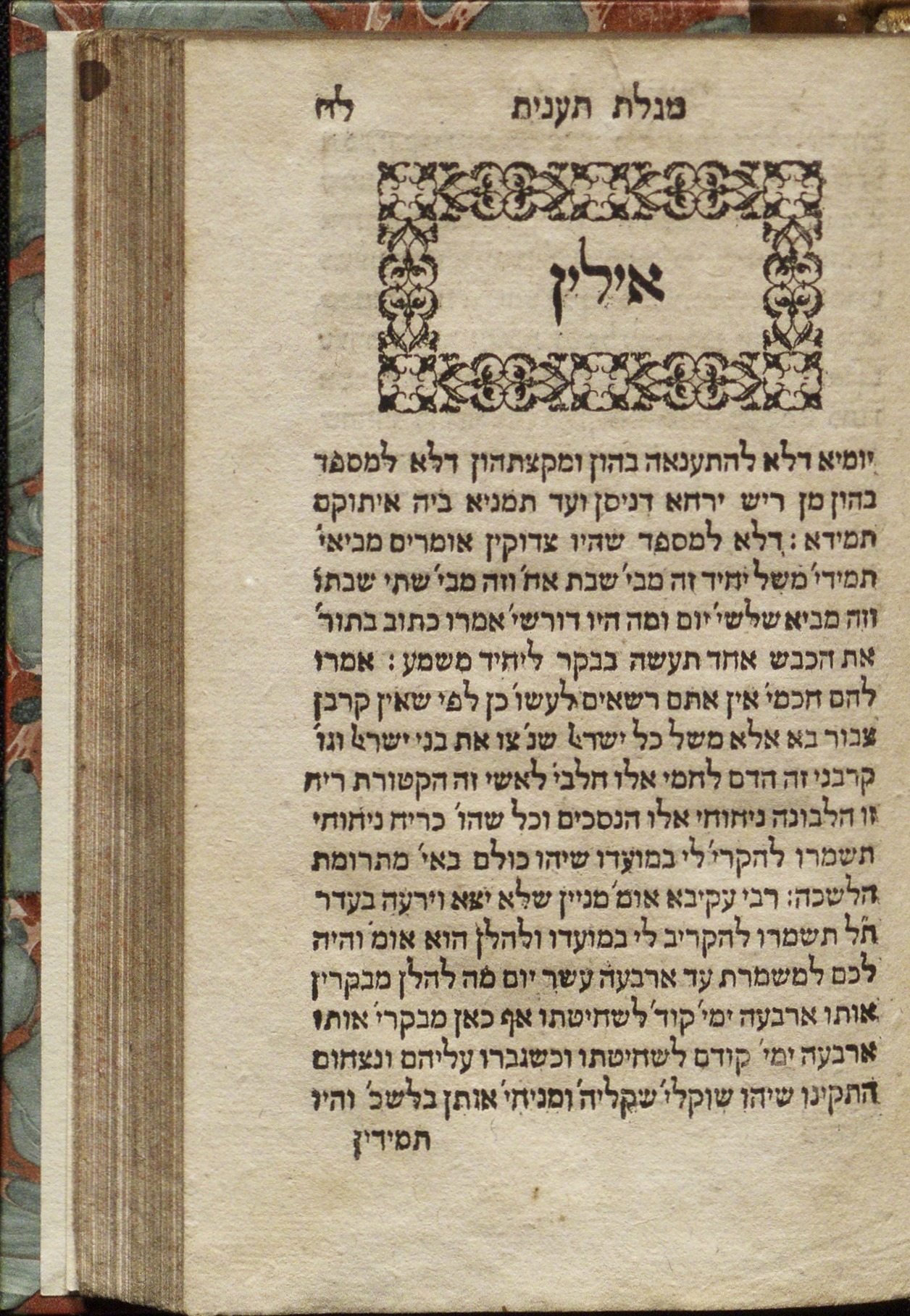

مجيلة تعنيت أو مجيلة الصوم (بالعبرية: מגילת תענית) هي مجيلة قصيرة كُتبت باللغة الآرامية كُتبت في نهاية أيام الهيكل الثاني وتحكي عن حوالي 36 يوم التي شهد خلالها شعب إسرائيل أحداثاً سعيدة ولذلك لا يجب المعاناة فيها، أو قبلها أو بعدها (وفقاً للجمارا في مسيخت رأس السنة صفحة 19 71) وفي أجزاء منها تم أيضا حظر تأبين الموتى. والأحداث السعيدة التي تتناولها المجيلة تمتد لحوالي 500 سنة، من أيام عزرا ونحميا، في القرن الخامس قبل الميلاد، وحتى سقوط القيصر كاليجولا، في توقيت مقارب من دمار الهيكل الثاني. وليس بحوزتنا معلومات تاريخية موثقة بشأن معظم هذه الأحداث. وتُعد مجيلة تعنيت أقدم مصدر حاخام مكتوب. وكتابته مؤرخة بعام 66 قبل الميلاد، أي في بداية الثورة اليهودية الكبرى وتم حفظه بعد ذلك بوقت قصير عقب خراب الهيكل في عام 70 قبل الميلاد.

## مؤلف المجيلة
تختلف الآراء بشأن هوية كاتب المجيلة:
- مصدر مشروط مقتبس من التلمود البابلي (السبت صفحة 13 72)ينسب كتابته لحننيا بن حزقيا.
- أثر من أيام الجاؤونيم ينسبون كتابته لشيوخ بيت هليل وبيت شماي، عندما حضروا لزيارة حننيا المريض.
- مصادر أخرى تنسب كتابتها لأبن حننيا بن حزقيا، اليعازر بن حننيا ، الذي كان من زعماء المتمردين ضد الرومان.

التلمود البابلي ألغى حظر مجيلة تعنيت، وعلل ذلك بأنه أمام معظم المصائب والكوارث التي حدثت في الشتات، لم يُستشعر شكر الشعب للرب على النجاة من الكوارث السابقة.

## الأشخاص الموجهة إليهم المجيلة
- الكهنة - الكاهن الذي يناوب في الهيكل يصوم، والذي لا يفطر إلا بعد عودته من عمله في الهيكل. (عكس أقوال مشمروت كهوناه).
- رجال المعمدوت(الشراح)-الصدوقين هم كهنة قالوا أنهم مسئولين عن الهيكل وعن تقديم القرابين. في المقابل كان الشراح، الذين زعموا أن الصدوقين الكهنة ليسوا مسئولين عن الهيكل وليس لهم مسئولية من تلقاء نفسهم بل هم مبعوثي الشعب والشعب مسئول عنهم. تم إقامة 24 نوبة مناوبة للكهنة في الهيكل، والشراح قسموا البلاد إلى 24 منطقة بالتوافق مع وردية كل كاهن، وهذا يعني أنه عندما يستلم كاهن مناوبته كان ممثلو المنطقة يسافرون إلى الهيكل ويشرفون على عملهم لإظهار أن الكهنة ليسوا وحدهم المسئولين عن العمل في الهيكل بل جموع الشعب. والأشخاص الذين ظلوا في نفس المنطقة كانوا يعتادون الصوم قبل مناوبة الكهنة. وهؤلاء أُطلق عليهم "رجال الترشيحات"، وفي المجيلة ذُكر أنه يُحظر الصوم في أيام معينة.

في جميع الكتابات اليدوية الخاصة بالمجيلة، وكذلك أيضا في اقتباسات المجيلة بالتلمود، يُلحق دائماً بالنص الآرامي الخاص بالمجيلة شرح بالعبرية يُسمى سكوليون (أي شرح باللغة اليونانية). وهذا الشرح يوضح كثيراً طابع الواقعة الموصوفة في المجيلة بلغة مقتضبة. وعلى مايبدو، فإن السكوليون التي بحوزتنا مكون من صيغتين مختلفتين، وربما أيضا متناقضة أحيانا، كُتبت بعد خراب الهيكل في الثورة اليهودية الكبرى.
تتضمن أيام السعادة في المجيلة الحنوكا والبوريم، اللذين لم يتم إلغائهما نتيجة أن شموع الحانوكا تمثل حكمة إسرائيل ومعجزة الزيت تمثل انتصر ثقافة إسرائيل، وحكمة إسرائيل وانتصارهم على الثقافة اليونانية. وتجدر الإشارة إلى أنه بعد خراب الهيكل لم يعد هناك عالمين بالحضارة اليونانية، بسببهم نشأو بالحرب. والبوريم هو عيد شهد قتالاً في الشتات وهذا يُثبت للشعب اليهودي أنه على الرغم من أننا متواجدين في الشتات إلا أنه في مقدورنا النجاة والنصر. كذلك فإن الخامس عشر من آب والثالث من تشري تضمنتهما مجيلة تعنيت كأيام سعيدة، وفقط متأخراً جداً تم تحديدهما كأيام صوم (صوم جدليا، وصوم استير، على السواء)، كما هو متبع في عصرنا هذا. ومحظورات الصوم الخاصة بمجيلة تعنيت تم المحافظة عليها حتى نهاية حقبة التنائيم، وفي القرن الثالث كفوا عن الالتزام بها. ومحظورات الصوم المتبعة حتى يومنا هذا هي التي تتعلق بالحانوكا والبوريم وبرأس الشهر.